# Teucrium fruticans
Teucrium fruticans — вид квіткових рослин родини глухокропивові (Lamiaceae). Видовий епітет fruticans означає «чагарниковий» або «пухнастий».

## Поширення
Уродженець західної та центральній частин Середземного моря; росте в сухих, сонячних місцях.

## Опис
Це вічнозелений чагарник висотою до 2,5 м. Це вічнозелений чагарник з оксамитовими гнучкими квадратними білими пагонами. Листя від ланцетних до яйцеподібних, цілісні, плоскі на короткі ніжках, глянцеві, ароматичні. Квіти блідо-блакитні, цвіте в літній час.

## Галерея

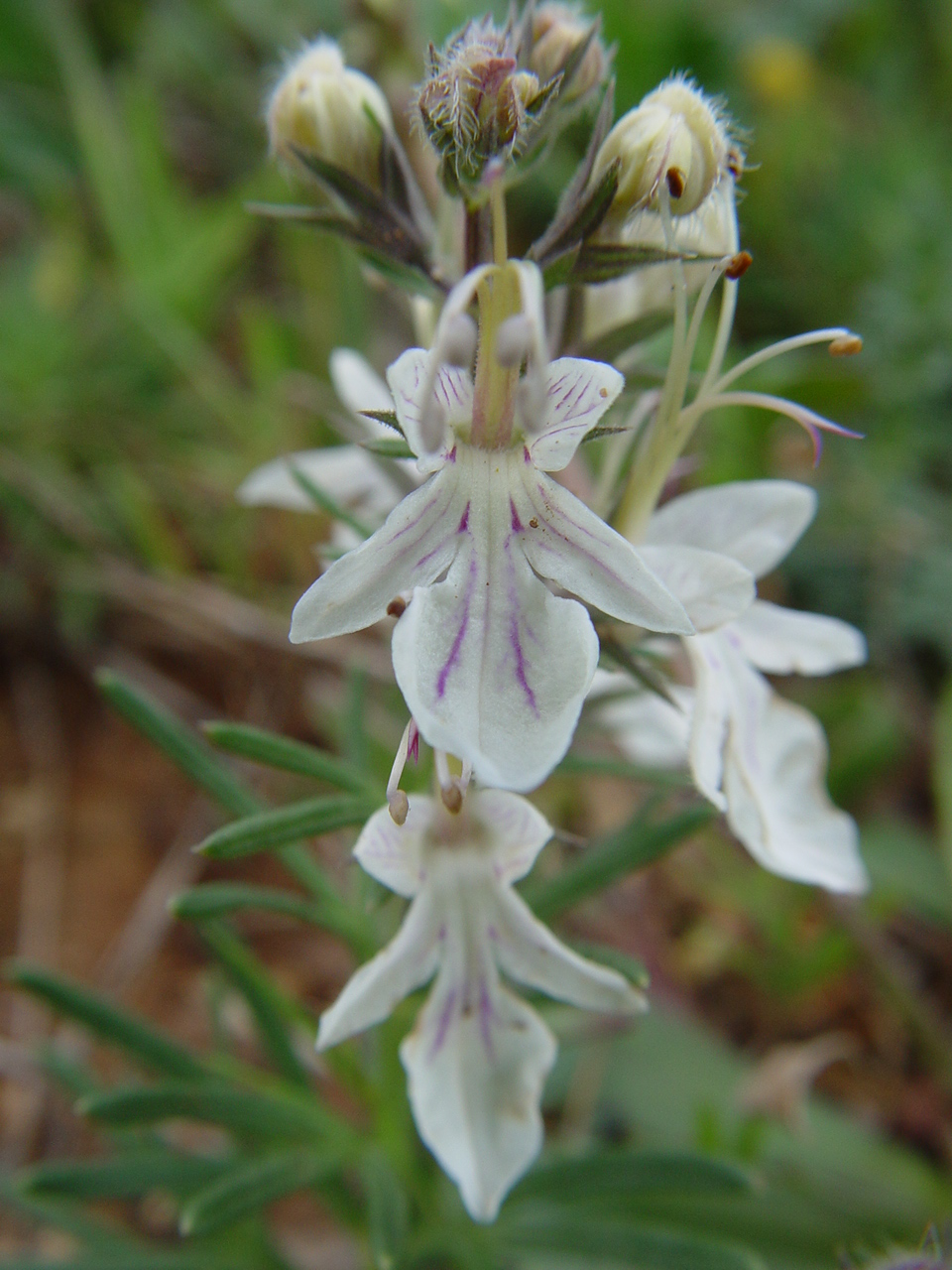
Teucrium fruticans (olivilla)
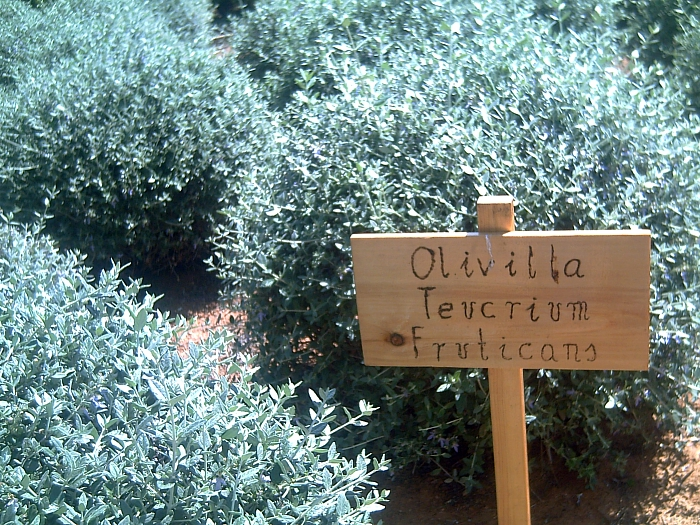
Teucrium fruticans впритул
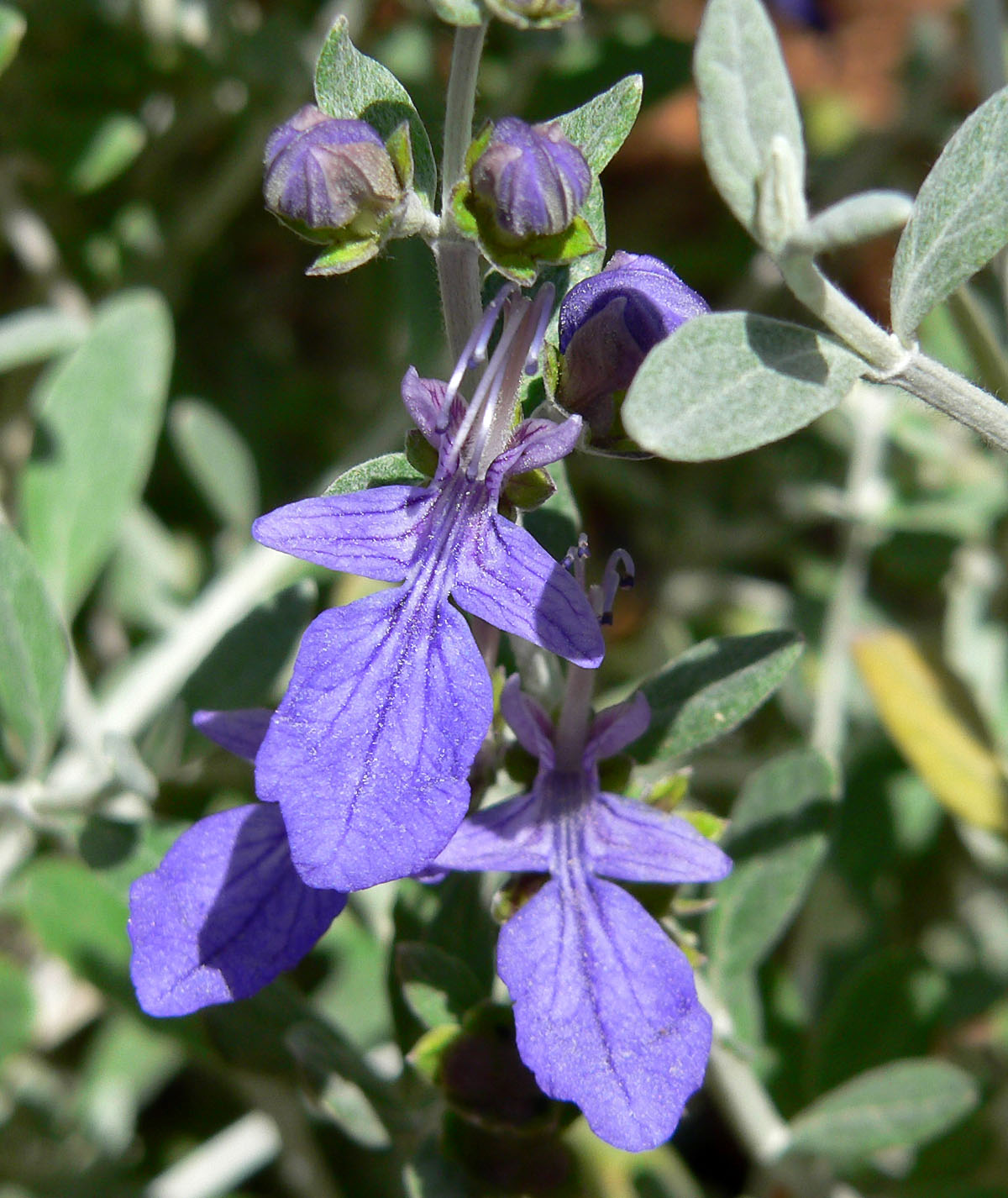
Форма 'azurea'

|  | Це незавершена стаття про глухокропивові. Ви можете допомогти проєкту, виправивши або дописавши її. |